# Xenorhiza robertsi
Xenorhiza robertsi là một loài Hymenoptera trong họ Colletidae. Loài này được Hirashima mô tả khoa học năm 1996.